# 蕭思江

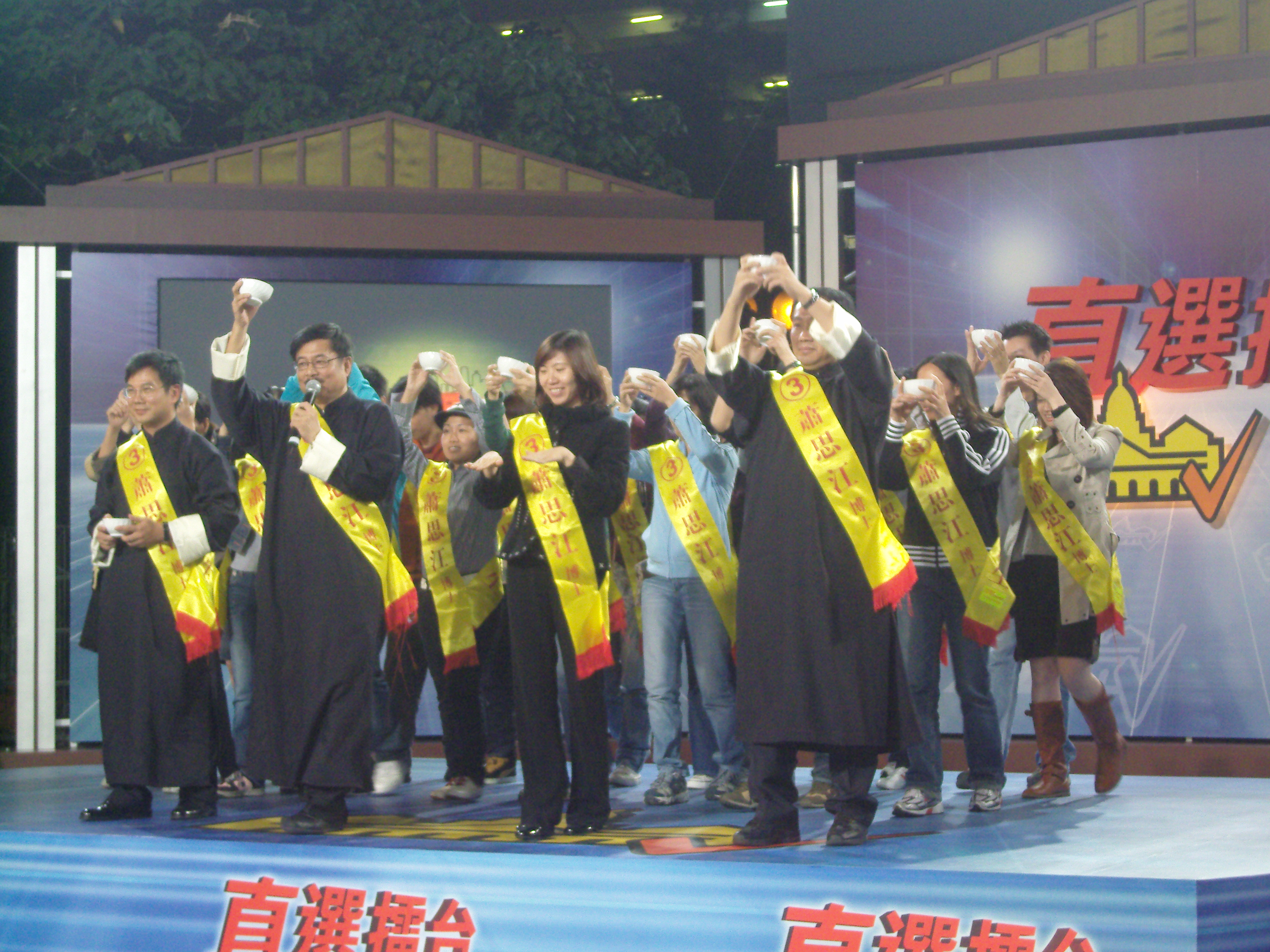
蕭思江與其助選團跳「飯碗必勝舞」

蕭思江（英文：Siu See Kong Jimmy，筆名：惜華生，1951年—），香港港人民權民生黨（簡稱港民黨）主席，自稱土生土長香港人，律師、哲學博士、法學士、經濟學士，為2007年香港立法會港島選區補選候選人之一。

## 簡歷

### 早年
蕭思江於1974年加入香港廉政公署，成為首批調查員之一，當時他也負責葛柏的押解工作。此後，他考取政府獎學金讀法律，並改為任職律政署檢察官，更曾經為呂樂案的第二檢控官。任職檢察官13年後，他改行從商。然而，他在1997年在股市失利後，便開始成為言行出位的律師，包括入稟法院要求「禁止大摩發布對香港經濟不利言論」、為表列中醫無權簽發病假紙申請司法覆核、在扎鐵工潮陷入僵局時入稟控告扎鐵商等等。

### 參選立法會
他曾參選1998年香港立法會選舉選舉委員會議席，最後成為得票最少的候選人。
他於2007年成立港人民權民生黨，同年參選立法會港島選區補選，成為8位候選人之一。他在參選期間時常穿著唐裝，又自創「飯碗必勝舞」（簡稱「飯碗舞」）。最後，他僅得到613票，排第六位。他建議香港政府效法其他國家強制所有市民投票，才可反映全體市民的意願。後來又報名參與2008年香港立法會選舉，在新界東選區出選。最後，他僅得到1,129票（0.31%），排於榜末。
2012年，蕭思江再次參選立法會，並由08年的新界東選區轉戰體育、演藝、文化及出版界，最終僅得109票（6.44%）落選。

### 參選港區人大代表
2008年1月，蕭思江欲參選港區人大代表，並表示有信心取得最低門檻的10個提名。雖然他順利成為正式候選人，但他最後在50名候選人之中得票最低。

### 參選區議會
2015年香港區議會選舉中，蕭思江參選灣仔區議會樂活選區，對手為立法會議員謝偉俊及社民連前區議員麥國風。